# Bahía de Amur

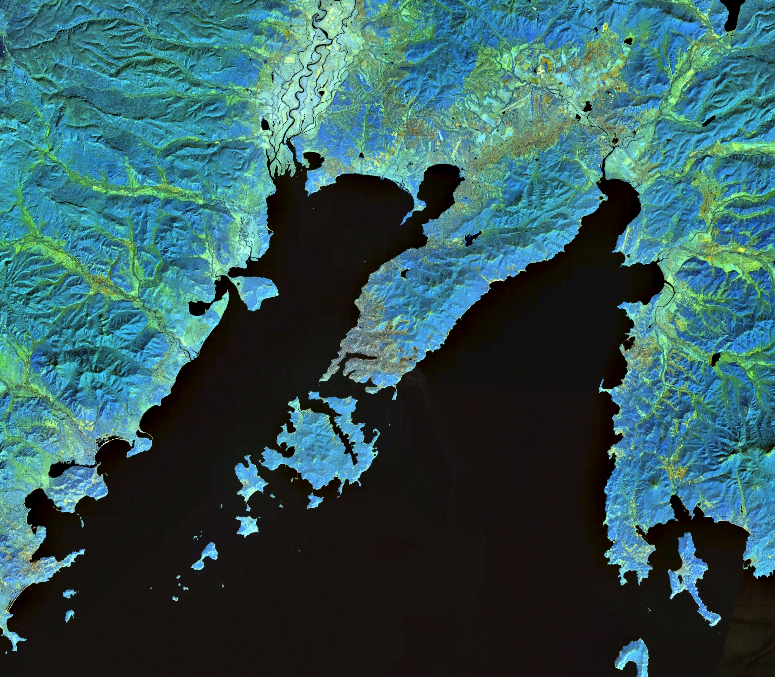
El Golfo de Pedro el Grande : Bahía de Amur (oeste), Península Muravyov-Amursky y Bahía Ussuri (este).

La bahía de Amur ( en ruso: Амурский Залив, Amurskiy Zaliv ), es una bahía dentro del golfo de Pedro el Grande del mar del Japón. Tiene una longitud aproximada de 65 km, una anchura de 10 km a 20 km, y una profundidad de 20 m. Forma parte de una bahía mayor formada con la bahía de Ussuri, a la que está conectada por el Bósforo oriental, y de la que está separada por la península de Muravyov-Amursky y por el archipiélago de Eugenia . El río Amba, el río Razdolnaya, el río Narva y el río Barabashevka desembocan en la bahía de Amur.

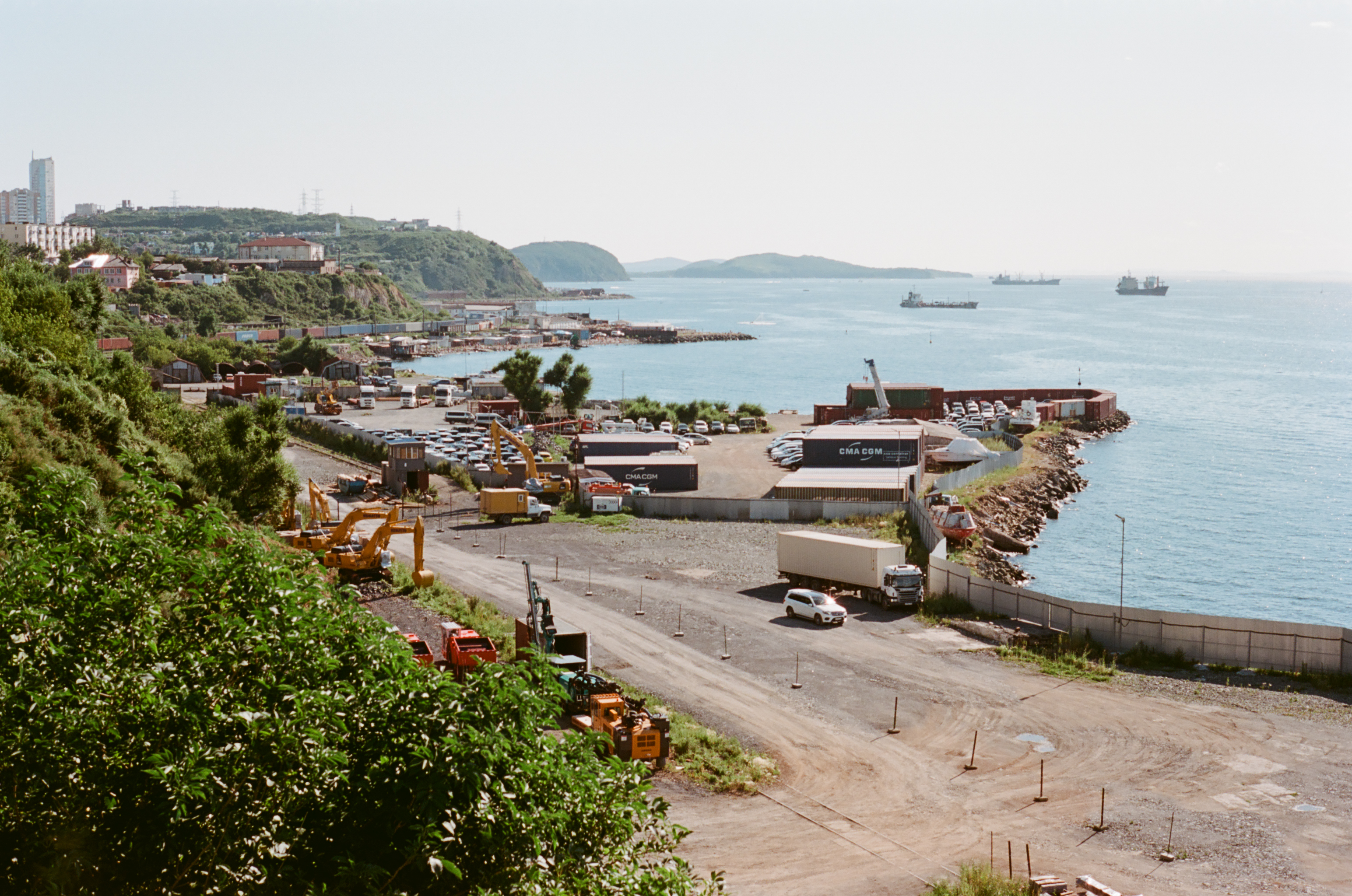
Costa de la bahía de Amur vista desde Vladivostok

Administrativamente, la bahía de Amur se encuentra enteramente dentro del krai de Primorsky, Rusia . Vladivostok, la ciudad más grande del Lejano Oriente ruso y capital del Krai de Primorie, está situada a lo largo de la costa oriental de la bahía, en la península de Muravyov-Amursky y el archipiélago de Eugenia. Parte de la bahía está atravesada por el puente de la bahía de Amur de la autopista A-370, que conecta la península De-Friz  con el distrito soviético de Vladivostok. La bahía de Amur es una popular zona turística y recreativa en el krai de Primorski, con muchos sanatorios, complejos turísticos de playa y campamentos de verano para niños.

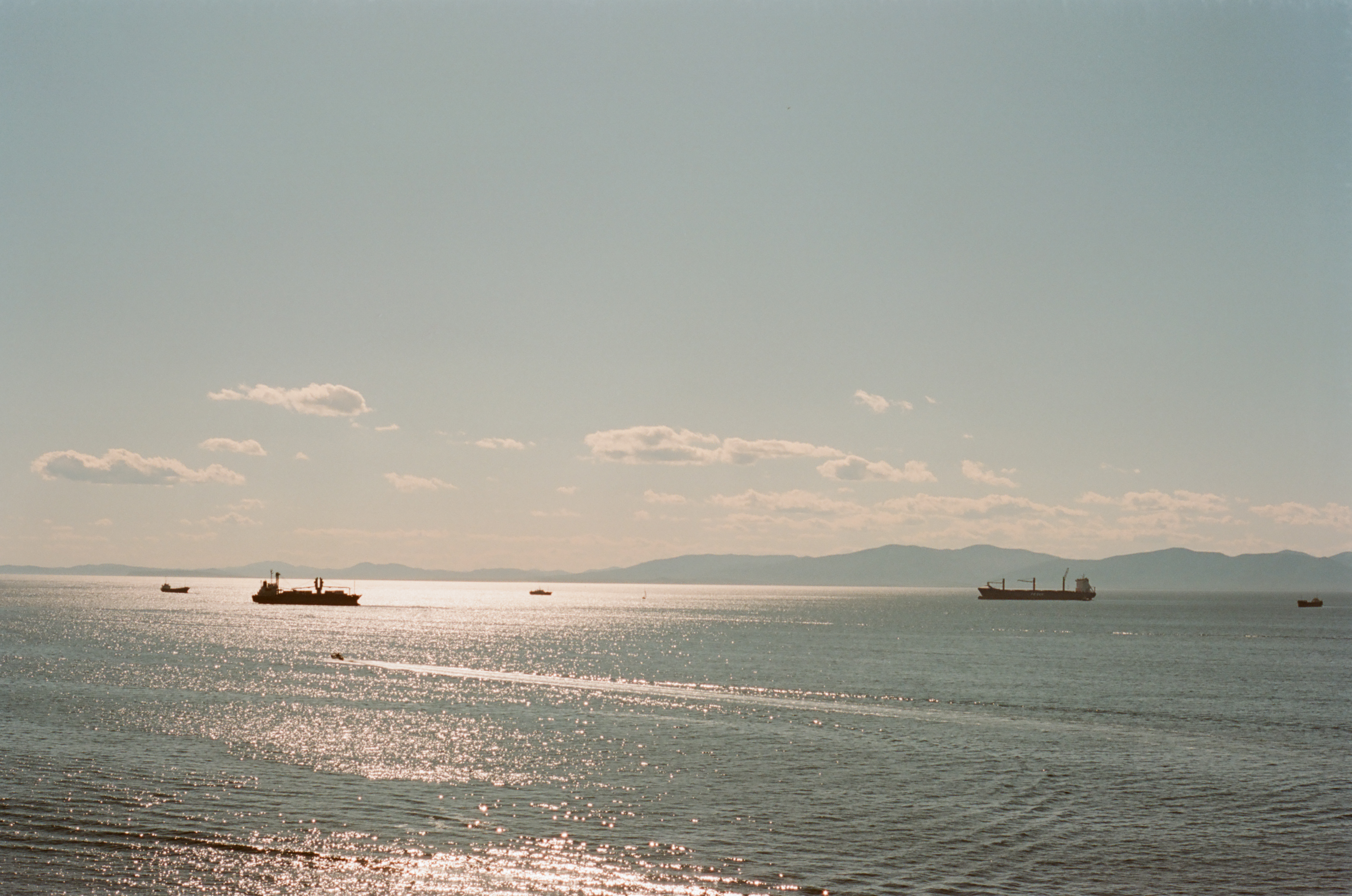
Bahía de Amur